# Corambe testudinaria
Corambe testudinaria is een slakkensoort uit de familie van de Onchidorididae. De wetenschappelijke naam van de soort is voor het eerst geldig gepubliceerd in 1889 door H. Fischer.